# 에델 카터럼
에델 메이 카터럼(Ethel May Caterham, 1909년 8월 21일 ~ )은 영국의 슈퍼센티네리언으로, 2025년 4월 30일 이나 카나바로 루카스의 사망 이후 공식적으로 남녀를 통틀어 현재 생존 중인 인물 중 최고령자이다. 2024년 8월 19일 마리아 브라냐스 모레라가 사망 이후 유럽 최고령자가 되었다. 2022년 1월 22일 몰리 워커가 사망 이후 영국 최고령자가 되었다. 현존하는 모든 사람들 중 1600년대생과 생애가 겹치는 인물이다. 현재 지구상에 생존해있는 사람 중 17세기 생존자인 리칭윈와 생존 연도가 겹치는 인물이다. 에드워드 7세 재위 시기에 태어난 유일한 생존자이다. 현재 생존 중인 인물 중 영국 최고령자이자 역대 영국 최장수 인물이다. 현재 생존하고 있는 유일한 1900년대생이다. 유럽의 최후의 1900년대 태생 인물이다.
| 이전 이나 카나바로 루카스 | 세계최고령자 2025년 4월 30일~ 현재 | 이후 (생존) |

| 이전 몰리 워커 | 영국최고령자 2022년 1월 22일~ 현재 | 이후 (생존) |

| 이전 마리아 브라냐스 모레라 | 유럽최고령자 2024년 8월 19일~ 현재 | 이후 (생존) |

## 개요
2025년 4월 당시에는 세계 장수인 순위 40위였으나, 2025년 8월 기준 세계 장수인 순위 34위이다.
2026년 11월까지 생존하면 10위, 2027년 1월까지 생존하면 8위, 2027년 2월까지 생존하면 7위, 2027년 5월까지 생존하면 5위, 2028년 7월까지 생존하면 4위, 2028년 12월까지 생존하면 2위가 된다.
2032년 2월 1일 이후에도 생존한다면 잔 루이즈 칼망을 제치고 역대 여성 최장수자이자 인류 역사상 최장수자가 된다.
심지어 여전히 보행기를 사용하여 걸을 수가 있다고 한다.

## 가족
- 배우자: 노먼 카터럼 (1904년 출생 ~ 1976년 사망)
- 자녀: 2명
  - 잼 카터럼(1935년 출생 ~ 2005년 사망)
  - 앤 카터럼(1937년 출생 ~ 2020년 사망)

## 같이 보기
- 최장수인
- 슈퍼센티네리언